# Edmond Papinot
Jacques Edmond-Joseph Papinot, né le 8 novembre 1860 à 
Chalon-sur-Saône et mort le 21 novembre 1942 à Montbeton est un prêtre et missionnaire catholique français également connu au Japon sous le nom père Papino (パピノ神父). Il est aussi universitaire, historien et japonologue.
Papinot est surtout connu pour son Dictionnaire historique et géographique du Japon publié pour la première fois en 1899.

## Biographie
Papinot naît le 8 novembre 1860 à Chalon-sur-Saône.
Il est ordonné prêtre en 1886 et trois mois plus tard est envoyé au Japon. Il enseigne au séminaire de théologie de Tokyo pendant quinze ans tout en travaillant sur son Dictionnaire japonais-français des noms principaux de l'histoire et de la géographie de Japon.
Il quitte le Japon en 1911 et rentre en France. Il est curé de Touches-Mercurey en 1913, puis curé de Givry (Saône-et-Loire) de 1914 à 1919. Il séjourne à Hong Kong de 1920 à 1927. Il meurt à Montbeton le 21 novembre 1942.

## Publications (sélection)
Une vue d'ensemble des écrits de et sur Papinot établit environ 30 ouvrages dans plus de 100 publications en 7 langues et 1 200 + fonds de bibliothèque. 
- Dictionnaire japonais-français des noms principaux de l'histoire et de la géographie de Japon, 1899
- Dictionnaire d’histoire et de géographie du Japon, 1906
- Nihon seiei (« chants japonais »), 1922 (avec Jean-Marie-Louis Lemaréchal)